# Predrag Marković
Predrag Marković, cyr. Предраг Марковић (ur. 7 grudnia 1955 w Čepure) – serbski historyk i polityk, jeden z liderów ugrupowania G17 Plus, były przewodniczący Zgromadzenia Narodowego i tymczasowy prezydent Serbii.

## Życiorys
Podjął ostatecznie nieukończone studia na Wydziale Nauk Politycznych Uniwersytetu w Belgradzie. Zajął się działalnością naukową, literacką i wydawniczą.
Był jednym z organizatorów think tanku G17 Plus, w latach 2000–2002 pełnił funkcję dyrektora tej organizacji. Po utworzeniu na jej bazie partii politycznej został jej wiceprzewodniczącym, w 2006 otrzymał tytuł honorowego przewodniczącego. W 2003 wybrany do parlamentu, od marca 2004 do lutego 2007 sprawował urząd przewodniczącego Zgromadzenia Narodowego Republiki Serbii. Do lipca 2004 z urzędu wykonywał jednocześnie obowiązki prezydenta. Wycofał się później z działalności politycznej, powrócił do niej w 2010, współtworząc program Zjednoczonych Regionów Serbii. W marcu 2011 został ministrem kultury i informacji w rządzie Mirka Cvetkovicia, stanowisko to zajmował do lipca 2012. Ponownie wybrany do parlamentu, zrezygnował z zasiadania w nim w 2013.